# Columna de control
Una columna de control, es un dispositivo utilizado para pilotar algunos aviones de ala fija .
El piloto usa la columna de control para controlar la altitud del avión, generalmente tanto en cabeceo como en balanceo. Al girar se controlan los alerones y el eje longitudinal. El movimiento hacia delante y hacia atrás de la columna de control controla el elevador y el eje de cabeceo.  Cuando el yugo se tira hacia atrás, la nariz del avión se eleva. Cuando la columna de control se empuja hacia adelante, la nariz del avión baja. Cuando se gira hacia la izquierda, el avión rueda hacia la izquierda, y cuando se gira hacia la derecha, el avión rueda hacia la derecha.
Las aeronaves de tamaño pequeño a mediano, generalmente propulsadas por hélice, cuentan con un sistema mecánico mediante el cual la columna de control se conecta directamente con cables y varillas. La fuerza muscular humana por sí sola no es suficiente para aeronaves más grandes y potentes, por lo que se utilizan sistemas hidráulicos en los que los movimientos controlados mediante válvulas y activadores hidráulicos. En aviones más modernos, las entradas pueden enviarse primero a un sistema eléctrica que luego envía una señal correspondiente a los activadores conectados a las superficies de control. Las columnas de control suelen tener un mecanismo de vibración diseñado para alertar del inicio de la entrada en pérdida.